# Campionat del Món de bàsquet femení sub-19
El Campionat del Món de bàsquet femení sub-19 (oficialment en anglès: FIBA U19 Women's Basketball World Cup) és un competició internacional de basquet femení. Es celebra des del 1985 i és organitzada per la FIBA. Durant les primeres sis edicions se celebrà cada quatre anys i a partir de la setena edició se celebra de forma biennal. Hi participen les jugadores de bàsquet amb una edat igual o inferior als dinou anys. Hi participen setze seleccions classificades de cadascuna de les competicions continentals de FIBA. S'agrupen en quatre grups de quatre equips cadascun i disputen una primera fase en format de lligueta, que determina el creuament de vuitens de final. La segona fase es disputa en format d'eliminació directa amb vuitens, quarts, semifinal i final. El guanyador és declarat campió del Món sub-19.
El dominador històric de la competició són els Estats Units amb deu títols, sis de forma consecutiva entre 2005 i 2015. La Unió Soviètica amb dos (1985 i 1989), Austràlia (1993), República Txeca (2001) i Rússia (2017) són els unics equips que han guanyat també el Campionat del Món. La selecció espanyola ha aconseguit tres subcampionats (2009, 2011, 2023) i una medalla de bronze (2019).

## Historial
| En negreta = Selecció campiona (prò.) = Pròrroga |

| I    | 1985 | Unió Soviètica  | 80–75  | Corea del Sud       | Iugoslàvia   | 86–63        | Xina           | Colorado Springs            |             |
| II   | 1989 | Unió Soviètica  | 109–93 | Iugoslàvia          | Austràlia    | 69–61        | Txecoslovàquia | Bilbao                      |             |
| III  | 1993 | Austràlia       | 72–54  | Rússia              | Polònia      | 74–53        | Corea del Sud  | Seül                        |             |
| IV   | 1997 | Estats Units    | 78–74  | Austràlia           | Eslovàquia   | 45–40        | Brasil         | Natal                       |             |
| V    | 2001 | República Txeca | 82–80  | Rússia              | Estats Units | 77–72        | Austràlia      | Brno                        |             |
| VI   | 2005 | Estats Units    | 97–76  | Sèrbia i Montenegro | Xina         | 78–61        | Rússia         | Nabeul / Tunis              |             |
| VII  | 2007 | Estats Units    | 99–57  | Suècia              | Sèrbia       | 52–50        | Espanya        | Bratislava                  |             |
| VIII | 2009 | Estats Units    | 87–71  | Espanya             | Argentina    | 58–51        | Canadà         | Bangkok                     | [ 2 ]       |
| IX   | 2011 | Estats Units    | 69–46  | Espanya             | Brasil       | 70–67        | Austràlia      | Puerto Montt / Puerto Varas | [ 3 ]       |
| X    | 2013 | Estats Units    | 61–28  | França              | Austràlia    | 73–68        | Espanya        | Klaipėda / Panevėžys        |             |
| XI   | 2015 | Estats Units    | 78–70  | Rússia              | Austràlia    | 69–62        | Espanya        | Chekhov / Vidnoye           |             |
| XII  | 2017 | Rússia          | 86–82  | Estats Units        | Canadà       | 67–60        | Japó           | Udine / Cividale del Friuli |             |
| XIII | 2019 | Estats Units    | 74–70  | Austràlia           | Espanya      | 58–52        | Bèlgica        | Bangkok                     | [ 4 ]       |
| XIV  | 2021 | Estats Units    | 70–52  | Austràlia           | Hongria      | 88–67        | Mali           | Debrecen                    |             |
| XV   | 2023 | Estats Units    | 69–66  | Espanya             | Canadà       | 80–73 (prò.) | França         | Madrid                      | [ 5 ] [ 1 ] |
| XVI  | 2025 |                 |        |                     |              |              |                |                             |             |

## Medaller
| Unió Soviètica = Seleccions desaparegudes Dades actualitzades el gener 2024 |

| #  | Selecció nacional   | Or | Argent | Bronze | Total |
| -- | ------------------- | -- | ------ | ------ | ----- |
| 1  | Estats Units        | 10 | 1      | 1      | 12    |
| 2  | Unió Soviètica      | 2  | 0      | 0      | 2     |
| 3  | Austràlia           | 1  | 3      | 3      | 7     |
| 4  | Rússia              | 1  | 3      | 0      | 4     |
| 5  | República Txeca     | 1  | 0      | 0      | 1     |
| 6  | Espanya             | 0  | 3      | 1      | 4     |
| 7  | Iugoslàvia          | 0  | 1      | 1      | 2     |
| 8  | Corea del Sud       | 0  | 1      | 0      | 1     |
| 8  | Sèrbia i Montenegro | 0  | 1      | 0      | 1     |
| 8  | Suècia              | 0  | 1      | 0      | 1     |
| 8  | França              | 0  | 1      | 0      | 1     |
| 12 | Canadà              | 0  | 0      | 2      | 2     |
| 13 | Polònia             | 0  | 0      | 1      | 1     |
| 13 | Eslovàquia          | 0  | 0      | 1      | 1     |
| 13 | Xina                | 0  | 0      | 1      | 1     |
| 13 | Sèrbia              | 0  | 0      | 1      | 1     |
| 13 | Argentina           | 0  | 0      | 1      | 1     |
| 13 | Brasil              | 0  | 0      | 1      | 1     |
| 13 | Hongria             | 0  | 0      | 1      | 1     |

## Estadístiques individuals
| PPP = Punts per partit RBP = Rebots per partit APP = Assistències per partit |

| Any  | MVP               | Màxima anotadora  | Màxima anotadora | Rebots              | Rebots | Assistències     | Assistències | refs.  |
| Any  | Nom               | Nom               | PPP              | Nom                 | RBP    | Nom              | APP          | refs.  |
| ---- | ----------------- | ----------------- | ---------------- | ------------------- | ------ | ---------------- | ------------ | ------ |
| 1985 |                   | Bojana Milosevic  | 21,8             |                     |        |                  |              | [ 6 ]  |
| 1989 |                   | Danika Nakic      | 25,7             |                     |        |                  |              | [ 6 ]  |
| 1993 | Michelle Brogan   | Michelle Brogan   | 18,3             |                     |        |                  |              | [ 6 ]  |
| 1997 |                   | Satomi Miki       | 22,1             | Yakelyn Plutín      | 12,1   | Michelle Teasley | 4,1          | [ 6 ]  |
| 2001 |                   | Yuko Oga          | 25,4             | Érika de Souza      | 10,9   | Michaela Uhrová  | 6,0          | [ 6 ]  |
| 2005 | Crystal Langhorne | Renae Camino      | 21,6             | Salma Mnasria       | 13,2   | Armelie Lumanu   | 3,7          | [ 6 ]  |
| 2007 | Frida Eldebrink   | Kang A-jeong      | 24,9             | Naignouma Coulibaly | 15,0   | Naomi Hayashi    | 7,0          |        |
| 2009 | Marta Xargay      | Elizabeth Cambage | 20,4             | Kayla Alexander     | 11,3   | Siyue Qiu        | 4,6          | [ 7 ]  |
| 2011 | Damiris Dantas    | Damiris Dantas    | 20,9             | Damiris Dantas      | 12,6   | Rui Machida      | 6,2          |        |
| 2013 | Breanna Stewart   | Isabela Ramona    | 17,6             | Park Ji-su          | 13,2   | Mirai Tamura     | 5,9          |        |
| 2015 | A'ja Wilson       | Ángela Salvadores | 18,4             | Victoria Llorente   | 13,9   | Laura Cornelius  | 6,7          |        |
| 2017 | Maria Vadeeva     | Maria Vadeeva     | 18,4             | Maria Vadeeva       | 14,0   | Wang Jiaqi       | 7,6          | [ 8 ]  |
| 2019 | Paige Bueckers    | Park Ji-hyun      | 16,4             | Sika Koné           | 13,9   | Paige Bueckers   | 5,4          | [ 9 ]  |
| 2021 | Caitlin Clark     | Sika Koné         | 19,7             | Sika Koné           | 14,7   | Fanta Koné       | 6,5          | [ 10 ] |
| 2023 | Iyana Martín      | Jana El-Alfy      | 21,4             | Toby Fournier       | 13,7   | Elena Buenavida  | 6,1          | [ 11 ] |